# Astou Ndour
Astou Ndour (Dakar, 22 de agosto de 1994) é uma basquetebolista profissional senegalesa naturalizada espanhola, medalhista olímpica.

## Carreira
Astou Ndour integrou Seleção Espanhola de Basquetebol Feminino, na Rio 2016, conquistando a medalha de prata.